# 콜롬비아 요리

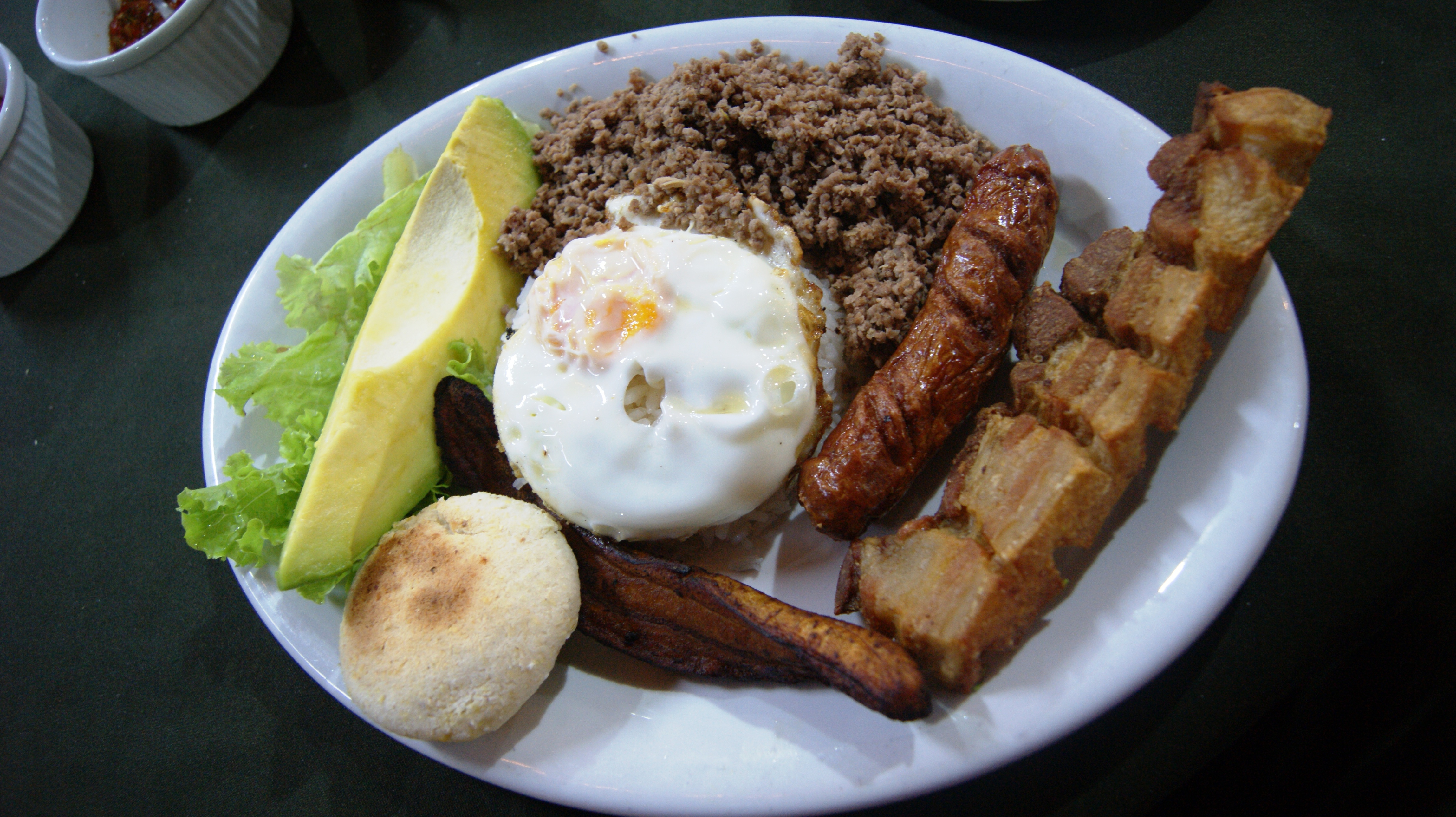
반데하 파이사

콜롬비아 요리(Colombia 料理, 스페인어: cocina colombiana 코시나 콜롬비아나[*])는 남아메리카에 있는 콜롬비아의 요리이다. 유럽적 특징과 전통 재료가 조화를 이루고 있는 것이 특징이며 각 지역마다 차이가 두드러져서 일부 지역에서는 각 지방 내에서도 특질이 달라진다.

## 식사
아침 식사는 해가 뜨면 먹는다. 가장 중요한 식사는 점심인데 12시 반에서 2시 반 사이에 먹는 것이 보통이다. 식사는 3 코스로 먹는데 수프와 주요리, 음료를 마신다. 점심과 저녁 사이에 아이들은 가벼운 과자로 간식을 먹기도 한다. 저녁은 아주 가볍게 먹는 편이다.

## 과일

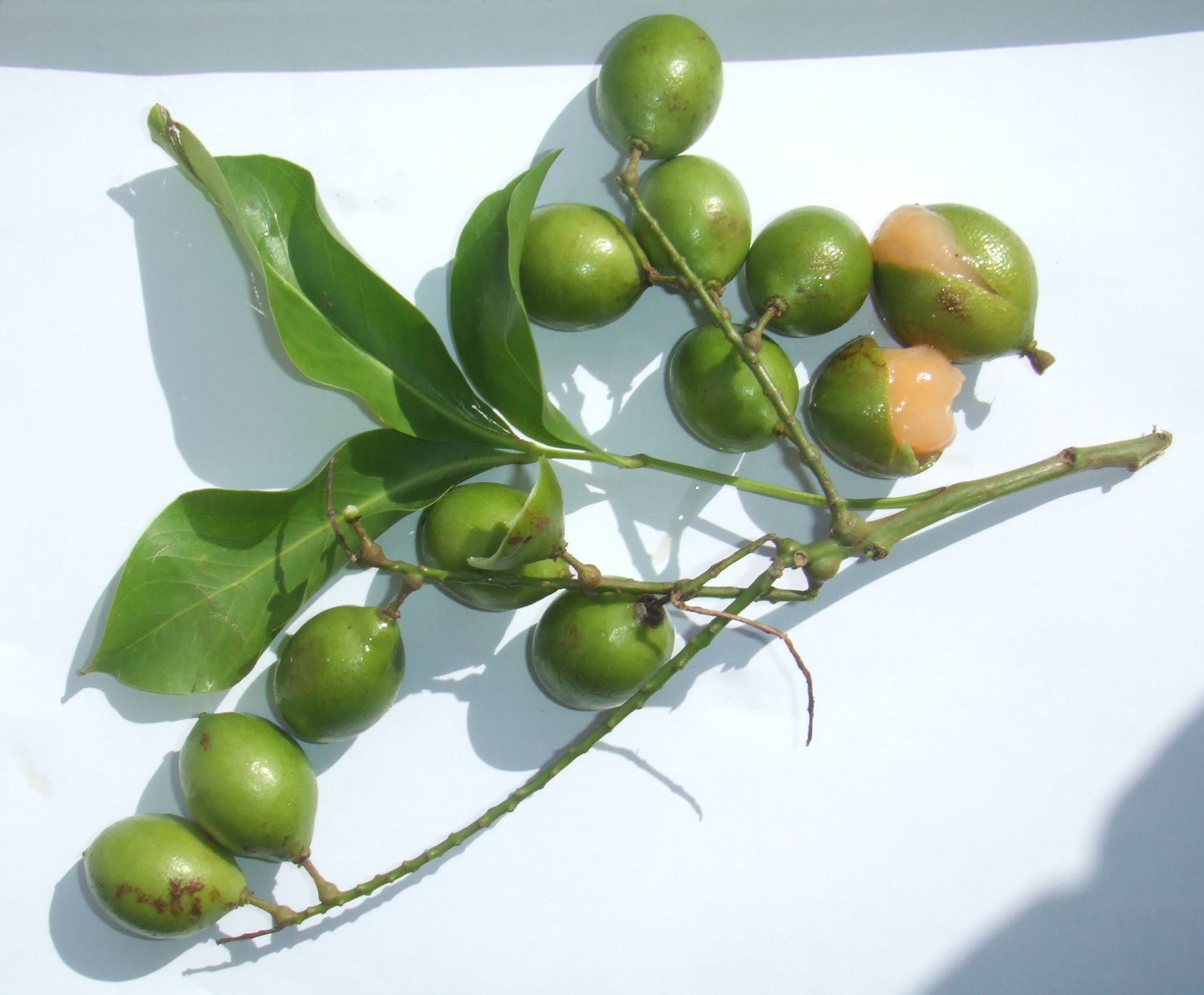

콜롬비아에서는 다른 지역에서는 찾아볼 수 없는 과일이 많아서 특별한 과일이 많다. 바나나 잎은 모든 음식에 거의 들어간다고 볼 수 있고 케시요스라고 해서 치즈를 바나나 잎에 싸서 쪄 먹는 요리가 있다.

## 같이 보기
- 남아메리카 요리
- 라틴 아메리카 요리